# Judith Adem Owigar
Judith Adem Owigar (née en 1985) est une entrepreneuse et militante technologique kenyane, connue pour promouvoir la diversité de genre dans le secteur des technologies en Afrique. Elle est également la cofondatrice et la présidente d'AkiraChix, une organisation qui encourage l'autonomie des femmes grâce à la technologie,,,,.

## Biographie

### Formation

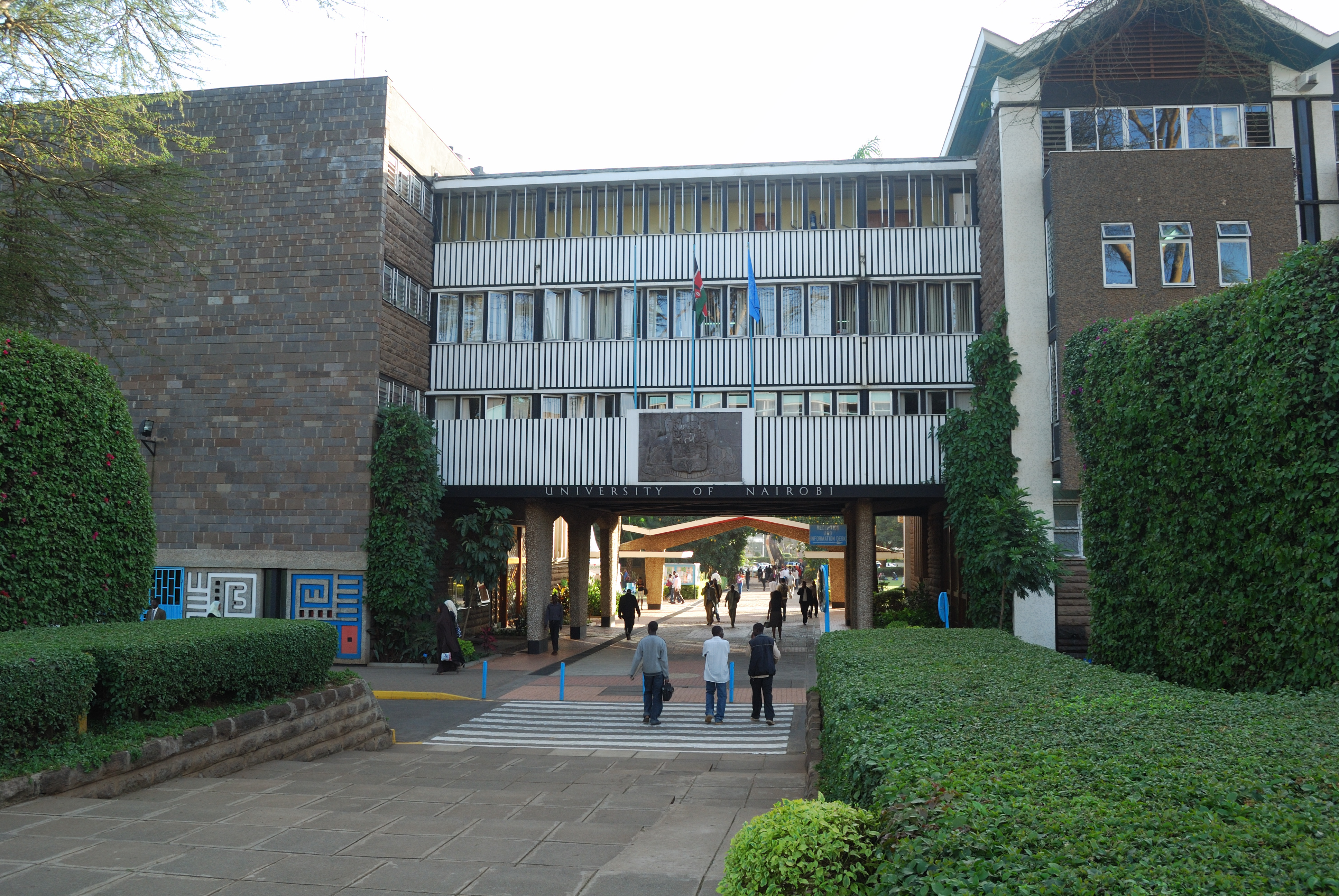
Université de Nairobi, Kenya.

Owigar obtient un diplôme de bachelier en informatique de l'université de Nairobi en 2008. Elle obtient ensuite un master en informatique appliquée, également à l'université de Nairobi, en 2016,.

### Carrière
Owigar commence sa carrière en tant que spécialiste du support technique chez Turnkey Africa. En 2008, elle rejoint Ibid Labs en tant que développeuse. Entre 2009 et 2012, elle travaille au Centre japonais pour la prévention des conflits, où elle joue un rôle clé dans le développement de bases de données et d'applications web utilisées pour le projet en Somalie et dans la région des Grands Lacs. En 2012, elle fonde Juakali, une plateforme conçue pour mettre en relation les travailleurs et travailleuses qualifiés du secteur informel au Kenya avec des opportunités d'emploi dans la construction et d'autres secteurs,,,,,.
En 2016, elle est conseillère en TIC pour la Branche des services urbains de base du Programme des Nations Unies pour les établissements humains (ONU-Habitat). Elle siège au conseil d'administration de plusieurs organisations, notamment Swedish Program for ICT in Developing Regions (SPIDER), Lumen Labs et l'Africa WeTech Leadership Council. Actuellement[Quand ?], elle est consultante en mobilité intelligente et électrique pour ONU-Habitat,,,.

### AkiraChix
En 2010, Owigar cofonde AkiraChix, une organisation à but non lucratif visant à accroître la représentation des femmes dans le domaine des technologies. En tant que directrice des opérations, elle dirige la première étude de l'organisation sur les attitudes des filles et des femmes kenyanes à l'égard de la technologie et conçoit le programme de mentorat d'AkiraChix, qui met en relation des mentors et des participantes au programme. Grâce à l'obtention de 800 000 $ de subventions, Owigar développe des partenariats entre AkiraChix et des organismes de financement tels qu'InfoDev, l'ambassade des États-Unis au Kenya, Safaricom et la Swedish International Development Cooperation Agency (SIDA),,,,,,,,.

## Prix et reconnaissance
Owigar est l'une des principales conférencières de la Grace Hopper Celebration of Women in Computing et du Global Entrepreneurship Summit, où elle partage la scène avec l'ancien président américain Barack Obama et Uhuru Kenyatta, ancien président du Kenya. En 2014, Forbes la nomme l'une des « 10 fondatrices d'entreprises technologiques à surveiller en Afrique ».
Elle est récompensée par des prix, notamment :
- Les 10 voix africaines de CNN à suivre sur X (anciennement Twitter).
- East Africa Acumen Fellow – 2015[29].
- Change agent ABIE Award[30],[31].
- Focus Fellow – 2014[32].
- Top 40 Under 40 Women au Kenya.